# Сохарёвская пещера
Сохарёвская (Жуковская) пещера — небольшая карстовая пещера в Свердловской области (Россия), возле деревень Сохарёво и Жуково. Геоморфологический памятник природы. В пещере найдены следы пребывания древнего человека эпохи неолита. Пещера расположена возле реки Реж, в живописных известковых скалах высотой в 5-6 метров. Вход в пещеру довольно узкий, над входом нависает небольшой грот. Внутри пещеры находится неглубокое озеро. Туристы, бывавшие там, отмечают неприятный запах из-за разлагающихся трупов животных. Перед входом в пещеру у реки есть поляна.

## География
Сохарёвская (Жуковская) пещера — геоморфологический памятник природы, карстовая пещера расположена в Режевском городском округе Свердловской области, вблизи деревень Сохарёво и Жуково.

## Структура пещеры
Протяженность ходов пещеры — 43 метра. Сама пещера относится к Алапаевско-Режевскому спелеорайону, Режевскому подрайону. Вход в пещеру довольно узкий, над входом нависает небольшой грот. Внутри пещеры находится неглубокое озеро.